# أوين جاي باغيت
أوين جاي باغيت (بالإنجليزية: Owen J. Baggett)‏ هو طيار وضابط أمريكي، ولد في 29 أغسطس 1920 في غراهام في الولايات المتحدة، وتوفي في 27 يوليو 2006.